# Episodi di Romantically Challenged
La prima e unica stagione di Romantically Challenged è formata da 4 episodi e viene trasmessa negli Stati Uniti dal 19 aprile 2010 su ABC.
Inizialmente la stagione doveva comprendere 6 episodi, ma due di questi non sono mai stati trasmessi.
In Italia la serie è attualmente inedita.
| nº | Titolo originale                        | Titolo italiano | Prima TV USA   | Prima TV Italia |
| -- | --------------------------------------- | --------------- | -------------- | --------------- |
| 1  | Don't Be Yourself                       |                 | 19 aprile 2010 |                 |
| 2  | The Charade                             |                 | 26 aprile 2010 |                 |
| 3  | Perry and Rebecca's High School Reunion |                 | 3 maggio 2010  |                 |
| 4  | Rebecca's One Night Stand               |                 | 17 maggio 2010 |                 |

## Don't Be Yourself
- Titolo originale: Don't Be Yourself
- Diretto da: James Burrows
- Scritto da: Ricky Blitt

## The Charade
- Titolo originale: The Charade
- Diretto da: James Burrows
- Scritto da: Ricky Blitt

## Perry and Rebecca's High School Reunion
- Titolo originale: Perry and Rebecca's High School Reunion
- Diretto da: James Burrows
- Scritto da: Ted Cohen, Andrew Reich

## Rebecca's One Night Stand
- Titolo originale: Rebecca's One Night Stand
- Diretto da: James Burrows
- Scritto da: Ted Cohen, Andrew Reich